# Hostašovice
Hostašovice település Csehországban, Nový Jičín-i járásban. Hostašovice Valašské Meziříčí, Nový Jičín, Hodslavice, Lešná és Krhová településekkel határos. Lakosainak száma 783 fő (2024. január 1.).

## Népesség
A település lakosságának változását az alábbi diagram mutatja:
| Lakosok száma | 466  | 556  | 570  | 668  | 699  | 688  | 779  | 786  | 777  | 783  |
|               | 1869 | 1890 | 1921 | 1950 | 1980 | 2001 | 2017 | 2019 | 2022 | 2024 |